# 朱安 (鲁迅夫人)
朱安（1878年—1947年6月29日），浙江省绍兴府山阴县人，中国作家鲁迅（周树人）之妻，比鲁迅大三岁，其經由包办婚姻而結婚並是非常封建传统的女性：纏足、不识字。

## 生平

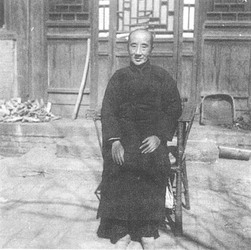
朱安居住在北京西三条

1906年，在日本仙台医学专门学校留学的鲁迅被母亲鲁瑞用謊稱“母病速归”的电报召回，回家的第二天（7月26日）就举行婚礼。新婚后第四天鲁迅和二弟周作人等东渡日本。鲁迅不喜欢这位封建传统的妻子，无论是在浙江绍兴老家还是在北京，鲁迅都极力避免和朱安见面，而朱安大部分时间就是照顾婆婆。
1927年10月鲁迅和许广平在上海同居。1936年10月19日，鲁迅因肺結核在上海病逝。1943年鲁迅的母亲在北平病逝。1947年6月29日，朱安在北平病逝，身边没有一个人。
朱安生前希望自己死后能葬在鲁迅身边的愿望也没有实现。她也并未葬在鲁迅母亲墓的旁边，而是被埋在北京西直门外的保福寺墓地，结果文化大革命时被「破四旧」的红卫兵夷为平地。保福寺一处多为明清太监墓地，现为中科院所在。另有说法称朱安被葬在了北京海淀四季青板井村的周家墓地。

## 书籍
《我也是鲁迅的遗物·朱安传》是鲁迅夫人朱安的传记。